# Hochhaus

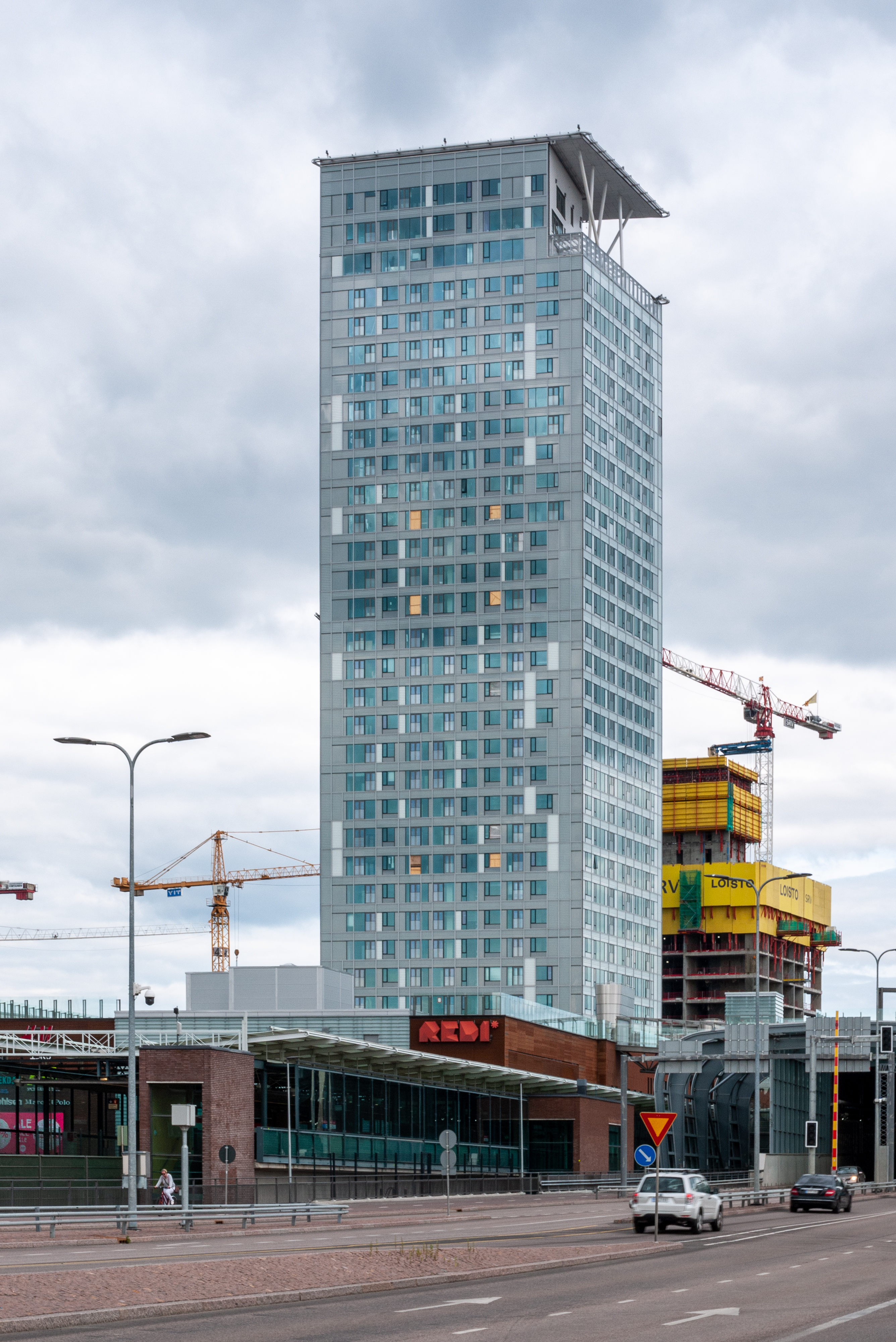
Das Majakka-Hochhaus in Kalasatama, Helsinki (in Bau 2019)

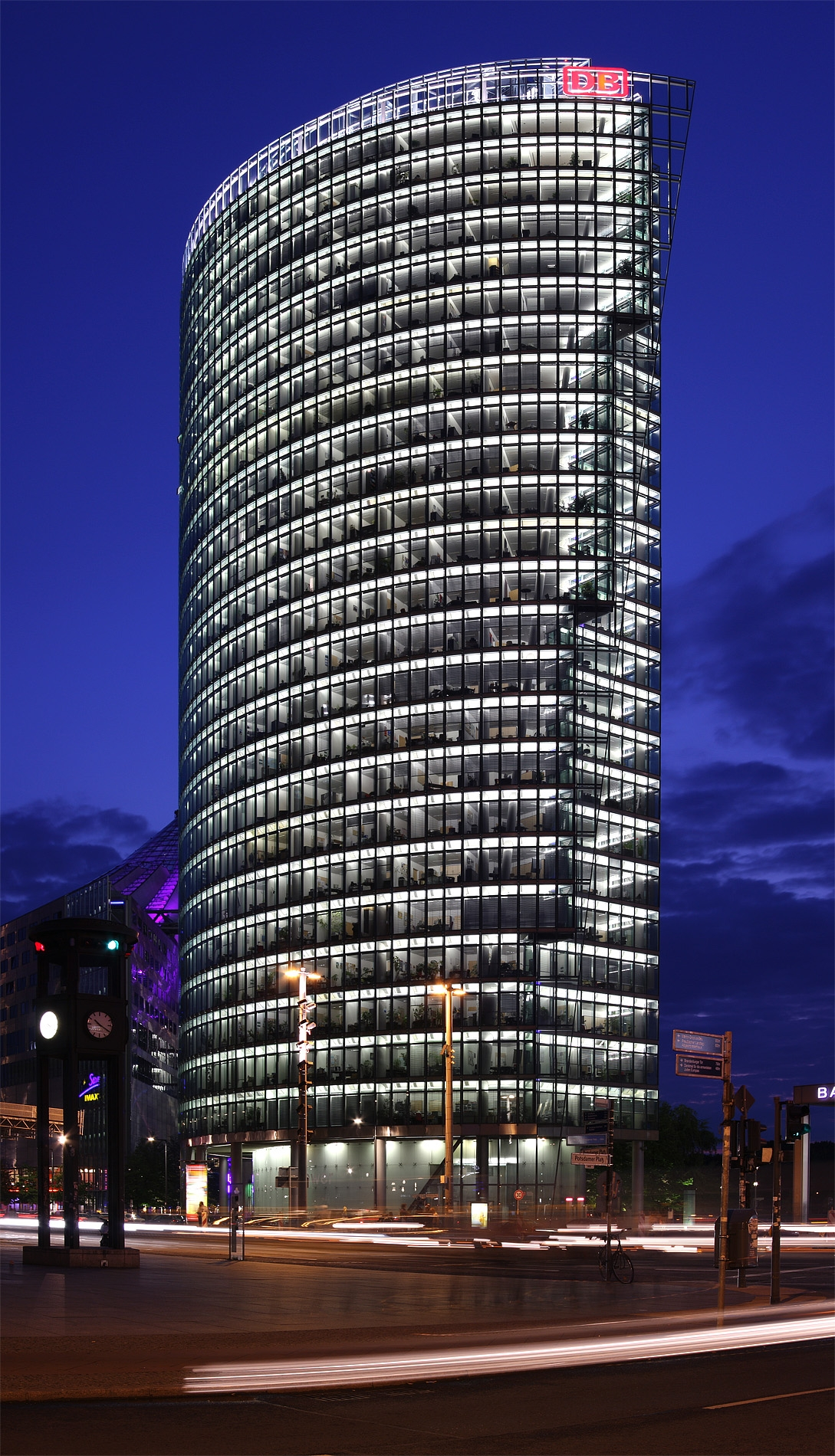
Bahntower in Berlin, Potsdamer Platz (* 2000; Foto 2008)

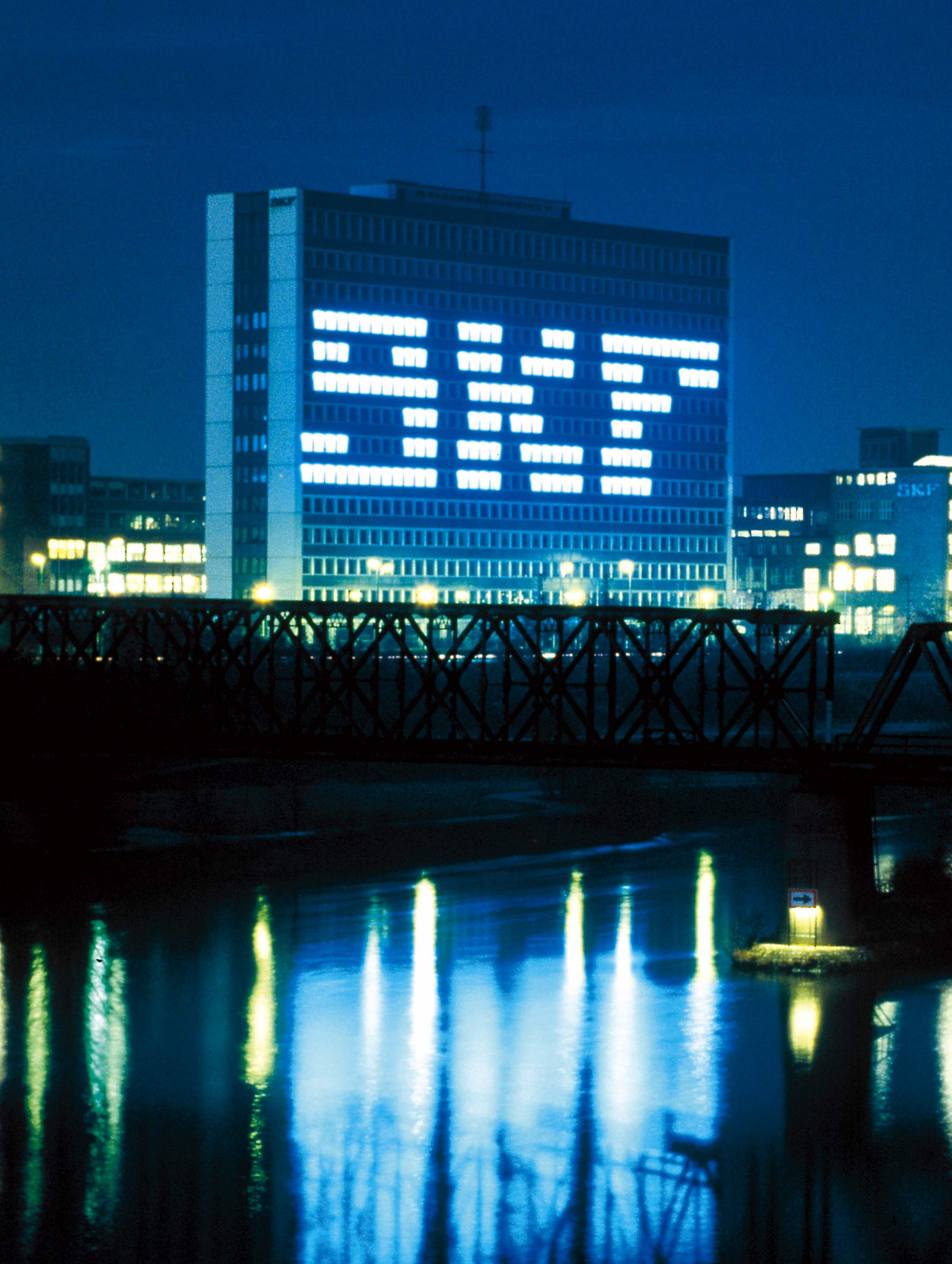
Scheibenhochhaus der Deutschen Hauptverwaltung der SKF in Schweinfurt (* 1962; 1970)

Der Bautyp Hochhaus umfasst Bauwerke, die neben der Höhe auch über die Form definiert werden. Es sind vielgeschossige, vertikal orientierte Bauten, die häufig Wohn-, Büro- und Geschäftsfunktionen aufnehmen. Für Bauten ab einer Höhe von etwa 150 Metern wird auch die Bezeichnung Wolkenkratzer verwendet, wobei diese Höhenmarke je nach Zusammenhang und Region abweichen kann.

## Definition

### Deutschland
In Deutschland definieren die Landesbauordnungen ein Gebäude überwiegend dann als Hochhaus, wenn der Fußboden mindestens eines Aufenthaltsraumes mehr als 22 Meter über der Geländeoberfläche liegt, da Feuerwehrdrehleitern nur eine Nennrettungshöhe von 23 Meter erfüllen können. In Deutschland wird der Begriff Hochhaus in der Musterbauordnung (MBO) und in den meisten Landesbauordnungen in § 2, Absatz 4, Nummer 1 definiert. Für höhere Gebäude – also die Hochhäuser – sind zusätzliche Brandschutzvorkehrungen zu treffen, insbesondere der Bau zweier, abgetrennter Fluchttreppenhäuser. Die Anforderungen ergeben sich aus der Hochhausrichtlinie und werden überwiegend in den Bauordnungen und zusätzlichen Einzelverordnungen umgesetzt; in einzelnen Bundesländern regeln Hochhausverordnungen (HochhVO) die besonderen Ansprüche des Gesetzgebers an den Bau und Betrieb von Hochhäusern.

### Österreich
Die Bauordnung für Wien definiert Hochhäuser als „Gebäude, deren oberster Abschluss einschließlich aller Dachaufbauten […] mehr als 35 m über dem tiefsten Punkt des anschließenden Geländes beziehungsweise der festgesetzten Höhenlage der anschließenden Verkehrsfläche liegt.“
Das Niederösterreichische Raumordnungsgesetz definiert Gebäude der Bauklasse IX mit über 25 m als Hochhaus.
Das Bautechnikgesetz des Landes Salzburg definiert Hochhäuser als „Bauten mit einer Höhe von mehr als 25 m bis zum obersten Gesimse oder zur obersten Dachtraufe.“

### Schweiz
In der Schweiz definiert die Vereinigung der kantonalen Gebäudeversicherungen, die die wesentlichen Brandschutznormen herausgibt, Hochhäuser als Bauten, welche eine Gesamthöhe von mehr als 30 m aufweisen. In den 1920er Jahren entsprach im deutschen Sprachraum der Begriff „Turmhaus“ in etwa dem Ausdruck „Wolkenkratzer“ (englisch skyscraper).

## Formen
Nach der Form wird zwischen Punkthochhäusern mit eher quadratischer und Scheibenhochhäusern (auch: Scheibenhaus) mit längsrechteckiger Grundfläche unterschieden (siehe z. B. Dreischeibenhaus in Düsseldorf). Wenn von einem zentralen Kern mit Treppenhaus und Aufzügen mehr als zwei (zumeist drei) Flügel rundum abgehen, spricht man vom Sternhochhaus. Es gibt auch Hochhäuser mit „T“-förmigem Geschossgrundriss. Das Windmühlenhochhaus kennzeichnet eine Bauart, die in der DDR (z. B. in Rostock) ausgeführt wurde und in neuerer Zeit häufig in China ausgeführt wird. Der Name leitet sich von der Grundrissfigur ab, die in ihrer symmetrischen Form an den Flügelkranz einer Windmühle erinnert.

## Geschichte

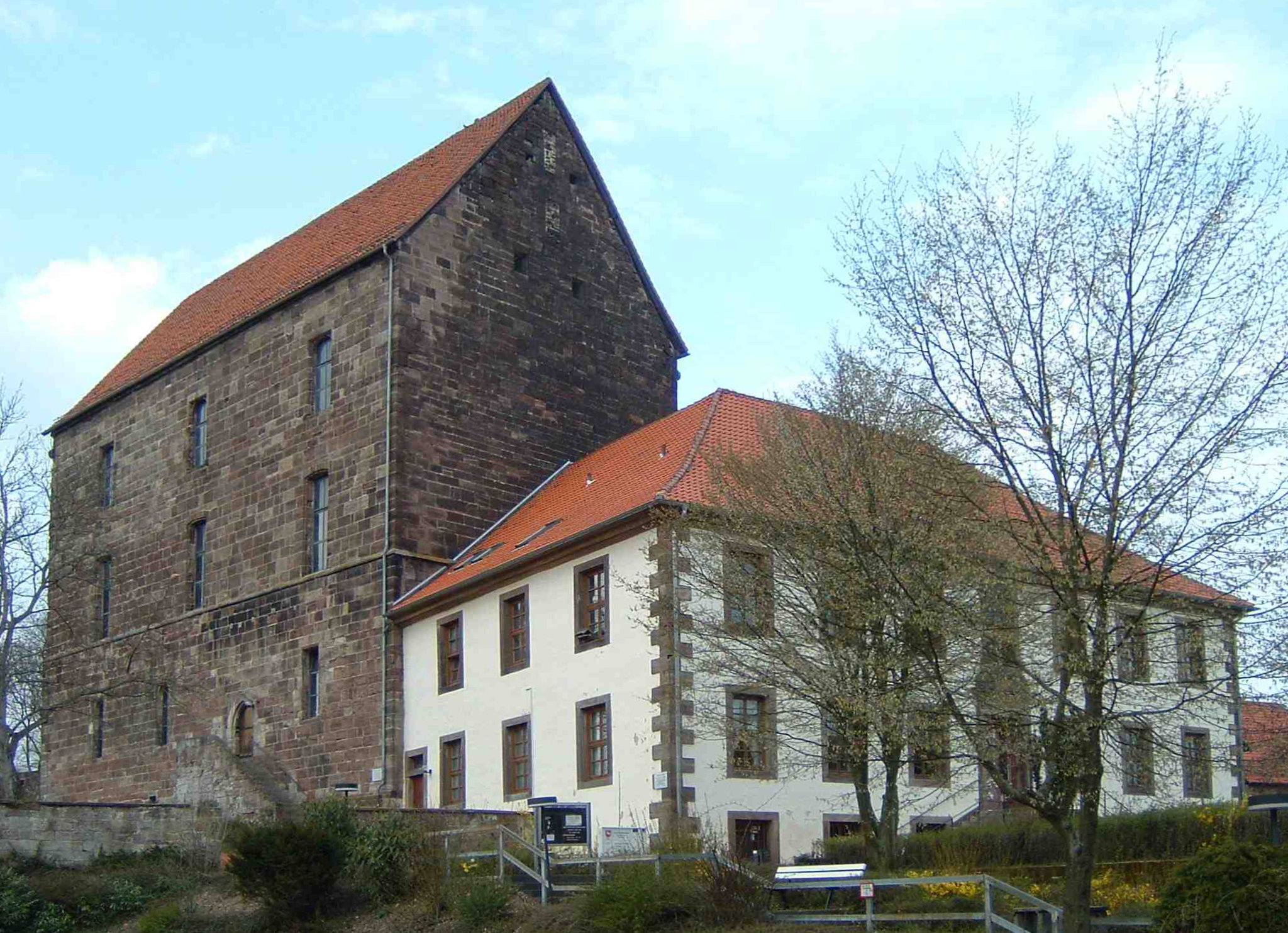
Das Muthaus der Burg Hardeg in Hardegsen mit Amtshaus

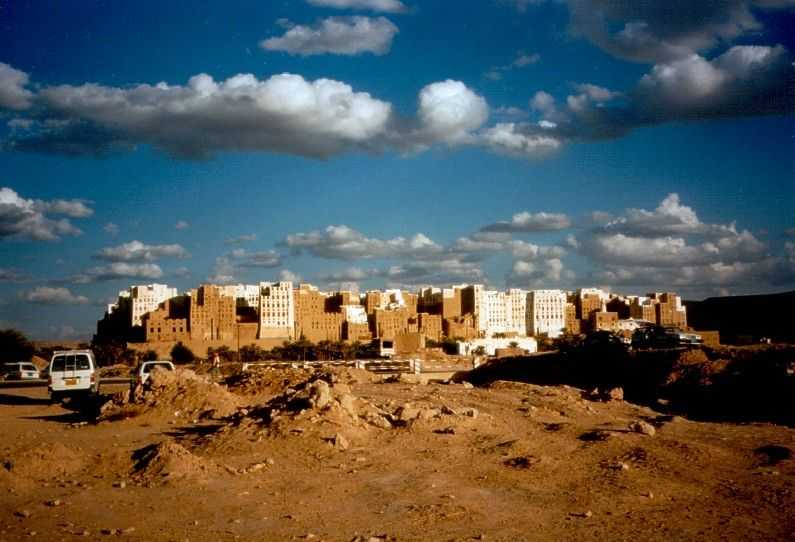
Lehmhochhäuser in Schibam

Die Technik, Hochhäuser zu bauen, war in Europa schon im Mittelalter vorhanden, wie der Kirchenbau belegt. Die ersten bekannten Hochhäuser in der Art eines Muthauses (Wohnturm) wurden in Deutschland in der Region Südniedersachsen und Ostwestfalen bereits im 14. Jahrhundert erbaut, etwa das über 30 Meter hohe Muthaus in Hardegsen aus dem Jahr 1324. Es ist das älteste weltliche Bauwerk Niedersachsens in dieser Größe und besonders gut erhalten.
Weitere bekannte Hochhäuser wurden im 16. Jahrhundert in der jemenitischen Stadt Schibam aus Holz und Lehm gebaut. Sie haben eine Höhe von bis zu 30 Metern bei bis zu neun Stockwerken. Als „erstes Hochhaus Europas“ kann man das 1624 fertiggestellte Augsburger Rathaus betrachten. Bei seiner Fertigstellung galt es als weltweit einziges bestehendes Gebäude mit mehr als sechs Stockwerken und war mit einer Höhe von 57 Metern für über 200 Jahre das höchste nicht sakrale Gebäude der Welt.

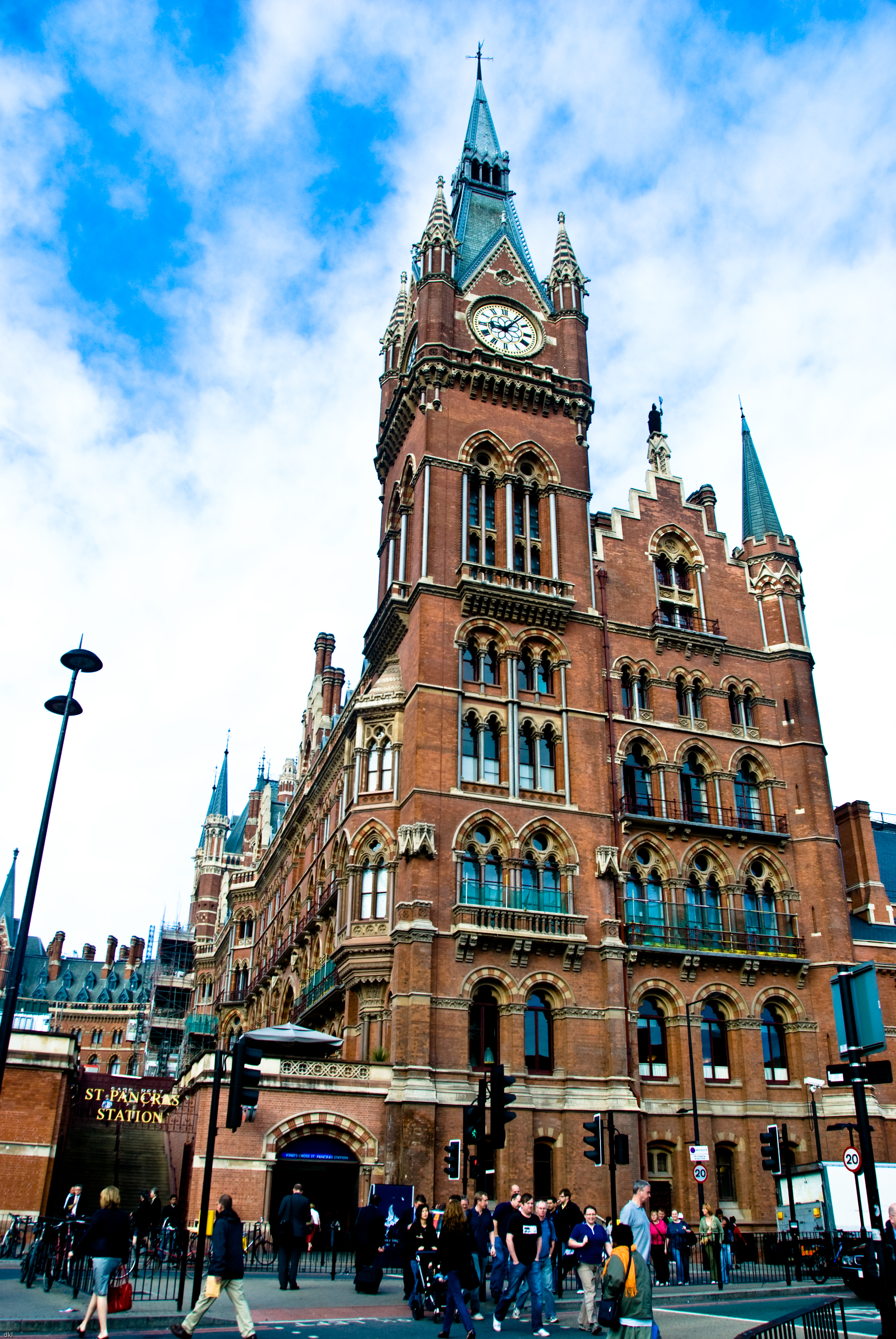
Das 1868 eröffnete, 82 Meter hohe Bahnhofsgebäude von St Pancras in London ist in traditioneller Weise ohne Stahlskelett ausgeführt. Daher fällt die Basis des Mauerwerks extrem dick aus, wie die schmalen Fensteröffnungen zeigen.

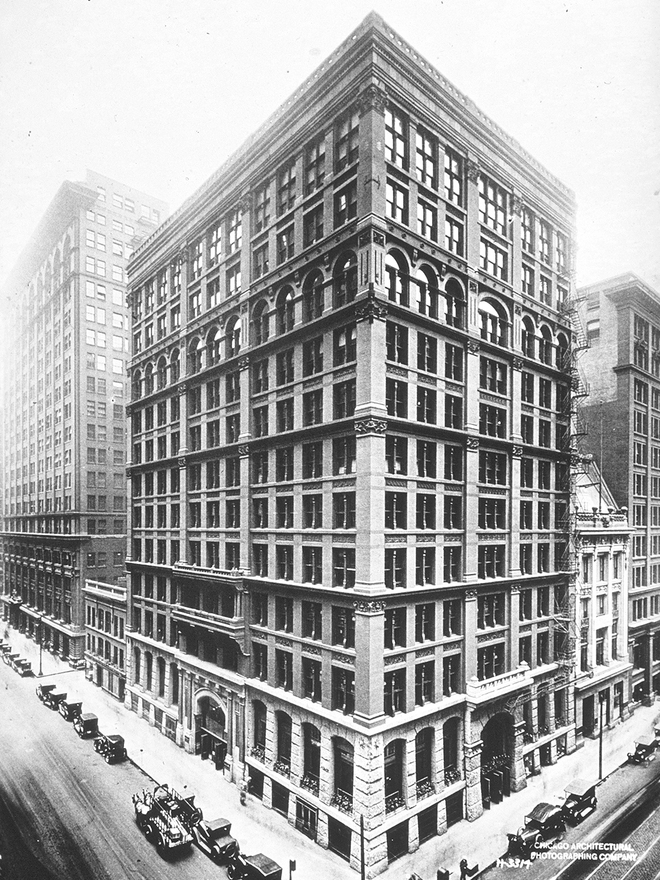
Das von William Le Baron Jenney entworfene 42 Meter hohe Home Insurance Building von 1885 in Chicago gilt als erster „Wolkenkratzer“ (hier mit Aufstockung von 1890). Allerdings besaß das Gebäude kein vollständiges Stahlskelett; nur zwei der Wände waren in Stahlbeton ausgeführt.

### Der Beginn des modernen Hochhausbaus im 19. Jahrhundert
Bauwerke für nicht-religiöse Zwecke blieben in Europa bis Ende des 19. Jahrhunderts in aller Regel auf sechs Stockwerke begrenzt, weil Menschen nicht bereit waren, zu Fuß höhere Treppen zu steigen. Auch die Aufzugtechnik war – etwa im Bergbau – längst ausgereift, doch zögerten die meisten Menschen noch aus Angst vor einem Absturz, einen Fahrstuhl zu betreten. Den Durchbruch brachte die Erfindung der Sicherheitsfangvorrichtung für Fahrstühle durch Elisha Otis, die er 1854 spektakulär mit sich selbst als Versuchsperson vorführte.
Eine weitere Voraussetzung für den Hochhausbau war die Skelettbauweise, auch wenn im Einzelfall Ende des 19. Jahrhunderts noch Hochhäuser gebaut wurden, die nur von ihrem Mauerwerk getragen wurden. Auch der Skelettbau war im Holzrahmenbau längst üblich. Im Industriebau wurden Eisenskelette schon Mitte des 19. Jahrhunderts verwendet; ein weiteres Vorbild war die Verwendung von Stahl im Brückenbau. Mit fallenden Stahlpreisen wurde die Stahlskelettbauweise auch für den Hochhausbau konkurrenzfähig. Heutzutage wird in der Regel die Fassade dem Stahlskelett, das auch große Fensterflächen ermöglicht, vorgehängt.
Weitere für den Hochhausbau bedeutsame Innovationen waren eine feuerfeste Bauweise, um die sich besonders Peter B. Wight verdient machte. Das 1890 fertiggestellte Auditorium Building in Chicago erhielt erstmals eine Klimaanlage. Die treibende Kraft, immer größere Höhen anzustreben, waren jedoch die explodierenden Grundstückspreise in den Innenstädten. Allerdings musste hier meist im Bestand gebaut werden. Eine Ausnahme war Chicago, dessen Innenstadt im Großen Brand 1871 weitgehend abgebrannt war. Chicago wurde deswegen – neben New York City mit dem Stadtbezirk Manhattan – zu der US-amerikanischen Stadt, die zuerst von Hochhäusern geprägt wurde. Von 1890 bis 1894 entstand hier das Reliance Building, welches als Vorläufer der später den „internationalen Stil“ bestimmenden gläsernen Vorhangwandkonstruktion und als Meisterwerk der Ersten Chicagoer Schule gilt.

### Manhattan, New York City, als exemplarische Hochhausstadt
Otis-Aufzüge ermöglichten es, zehn Stockwerke hoch zu bauen. Das 1890 eröffnete World Building des Zeitungsverlegers Joseph Pulitzer besaß zwar schon ein Stahlskelett, ruhte aber noch zum großen Teil auf seinem Mauerwerk, das an der Basis mehr als zwei Meter dick war.
Im Stadtbezirk Manhattan von New York City steht das Fuller Building (oder Flatiron Building) von 1902 noch heute als Beispiel der frühen Skelettbauweise. Der wichtigste Projektentwickler dieser Zeit war A. E. Lefcourt, der allein mehr als 30 Gebäude baute, die meisten davon Hochhäuser. Die damit zusammenhängende Vernichtung historischer Gebäude führte ab 1913 zu einer Gegenbewegung, um das Aussehen der Fifth Avenue zu retten, die damals noch von den Stadthäusern reicher Bürger gesäumt wurde. Entscheidend wurde dann aber der Bau eines neuen Hauptquartiers für die Equitable Life Assurance Society, das einen großen Schatten warf.
Daraufhin erließ die Stadt New York 1916 eine Bauordnung (zoning ordinance), die nur für 25 Prozent der Grundstücksfläche eine unbegrenzte Höhenentwicklung erlaubte und für den Rest des Bauwerks eine mathematisch bestimmte Abtreppungsvorschrift enthielt. Sie prägte den Typ des New Yorker Art-déco-Hochhauses. Das von Cass Gilbert 1913 entworfene Woolworth Building wirkte hier stilbildend. Zahlreiche Hochhäuser dieses Typs wurden in der Hochkonjunkturphase knapp vor dem großen Börsenkrach vom Oktober 1929 geplant und bis in die ersten Jahre der Weltwirtschaftskrise errichtet, etwa William Van Alens Chrysler Building (1930) oder das lange Jahre als höchstes Gebäude der Welt firmierende Empire State Building. 1929 standen von den damals 377 Hochhäusern der USA mit mehr als 20 Stockwerken 188 in New York City. Der Zeichner Hugh Ferriss verbreitete in seinem 1929 erschienenen Buch The Metropolis of Tomorrow den Mythos dieser Art von „Wolkenkratzerstadt“, auch Metropolis, Fritz Langs Stummfilm von 1927 bezieht sich auf diese urbanistische Vision.
New Yorks Bauordnung wurde allein von 1916 bis 1960 mehr als 2500-mal geändert. Das führte – neben der Weltwirtschaftskrise – dazu, dass ab etwa 1933 weniger Hochhäuser gebaut wurden. 1961 wurde ein neues Baurecht eingeführt, das für jeden Bezirk eigene Normen für den Hochhausbau festlegte. Die entscheidende Größe wurde die floor-to-area-ratio, also das Verhältnis der genutzten Innenfläche zur Grundstücksgröße. Der bis dahin für New York typische, abgestufte Baustil wurde durch einen Stil ersetzt, bei dem vor einem quaderförmigen Hochhaus eine Plaza liegt. Ab den 1950er Jahren erzeugten neue Bauprojekte einen immer größeren Widerstand, die ihren Ausdruck in Jane Jacobs’ Streitschrift The Death and Life of Great American Cities von 1961 fand. Sie forderte, dass Städte für Fußgänger zugänglich bleiben müssten und feierte als Ideal die gemischte Nutzung eines Stadtteils.
Als Folge der Zerstörung der ursprünglichen Pennsylvania Station gründete der New Yorker Bürgermeister Robert Wagner 1962 die Landmarks Preservation Commission, die in ihrem ersten Jahr 1634 Gebäude unter Denkmalschutz stellte. Im Jahr 2008 war die Zahl der geschützten Gebäude auf über 27.000 gestiegen, ganze Stadtbezirke wurden unter Ensembleschutz gestellt. Jede äußere Veränderung an einem solchermaßen geschützten Gebäude muss von der Landmarks Preservation Commission genehmigt werden. Der Denkmalschutz ist damit zum wichtigsten Faktor geworden, der den Bau neuer Hochhäuser in New York City behindert.
Die Skyline einer von Hochhäusern geprägten Stadt und die daraus hervorragenden Gebäude haben auch immer eine symbolische Funktion. So ist es kein Zufall, dass sich die Terroranschläge am 11. September 2001 vor allem gegen die damals höchsten Gebäude New Yorks, das ursprüngliche World Trade Center, richteten.

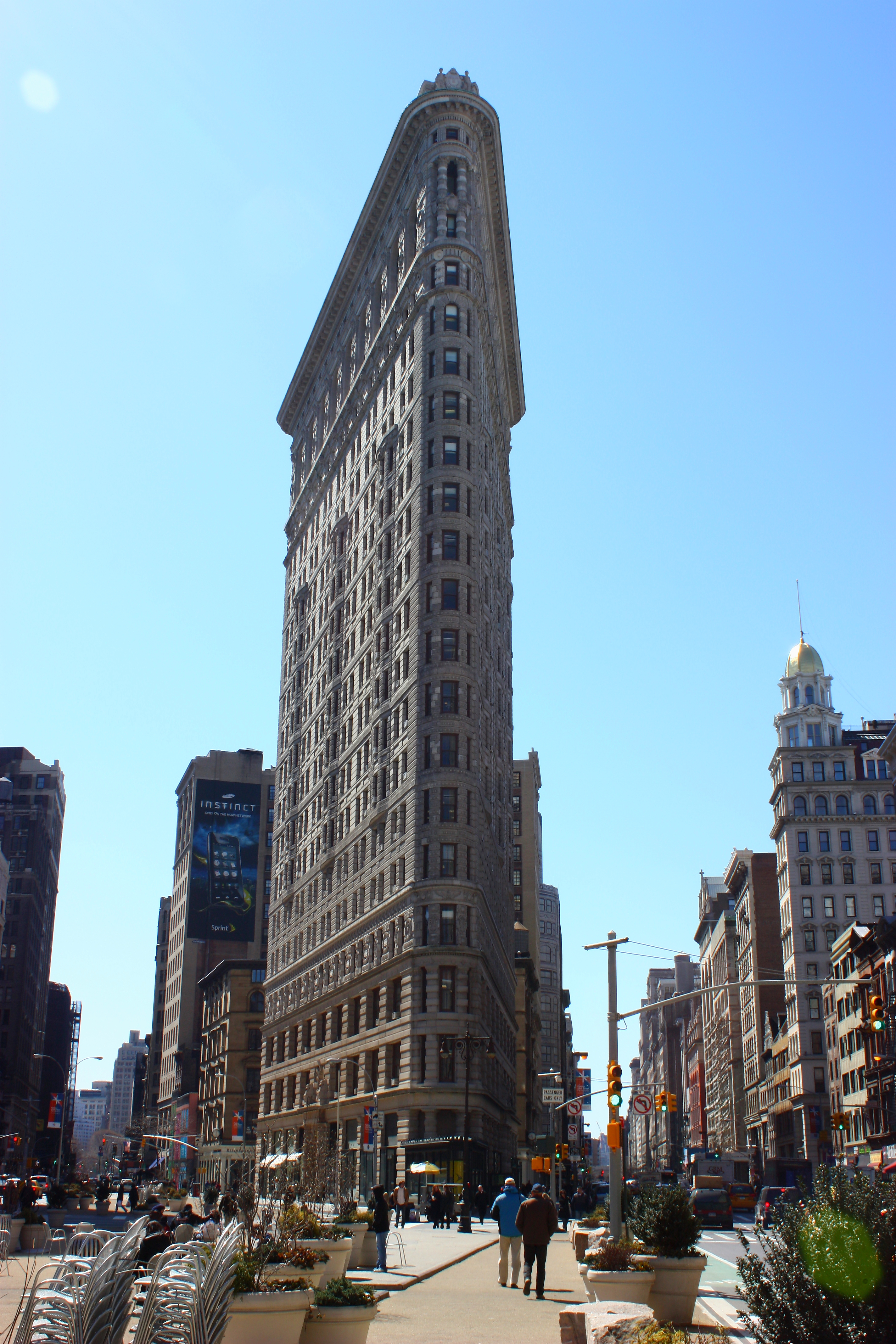
Das Flatiron Building in New York City wurde 1902 erbaut. Rechts davon verläuft die Fifth Avenue, um die eine Denkmalschutz-Diskussion entbrannte.
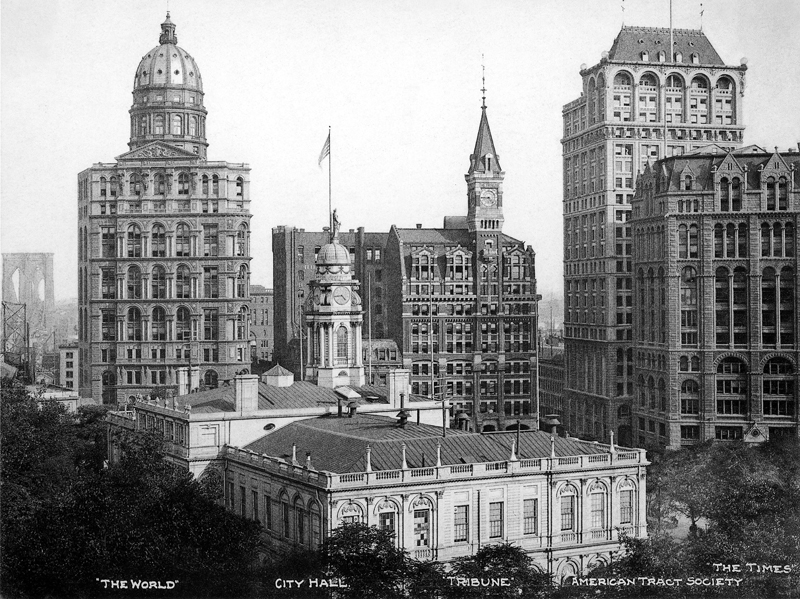
Die Postkarte von 1906 aus New York zeigt in der Mitte hinter dem Rathaus das um 1875 erbaute Tribune Building von Richard Morris Hunt.
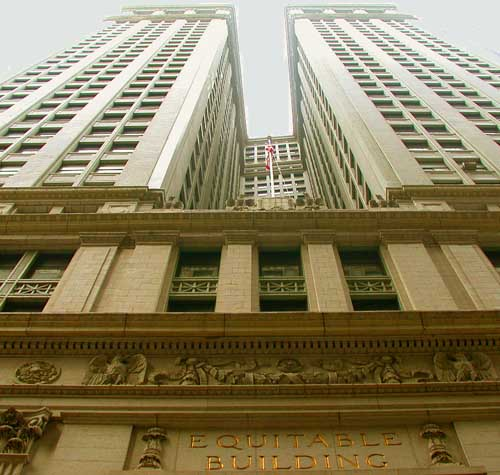
Das 38 Stockwerke hohe Equitable Building von 1915 beschattete derart große Flächen der Stadt, dass es zum Anlass wurde, Bauvorschriften für Hochhäuser in New York einzuführen.
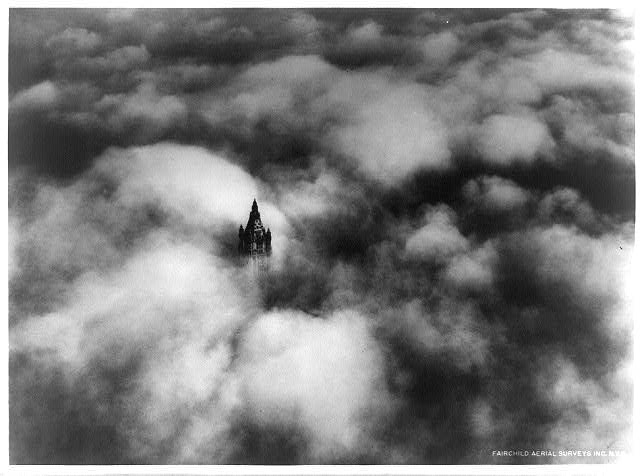
Das 1913 fertiggestellte Woolworth Building blieb bis zum erneuten Hochhausboom Ende der 1920er Jahre das höchste Gebäude der Welt.
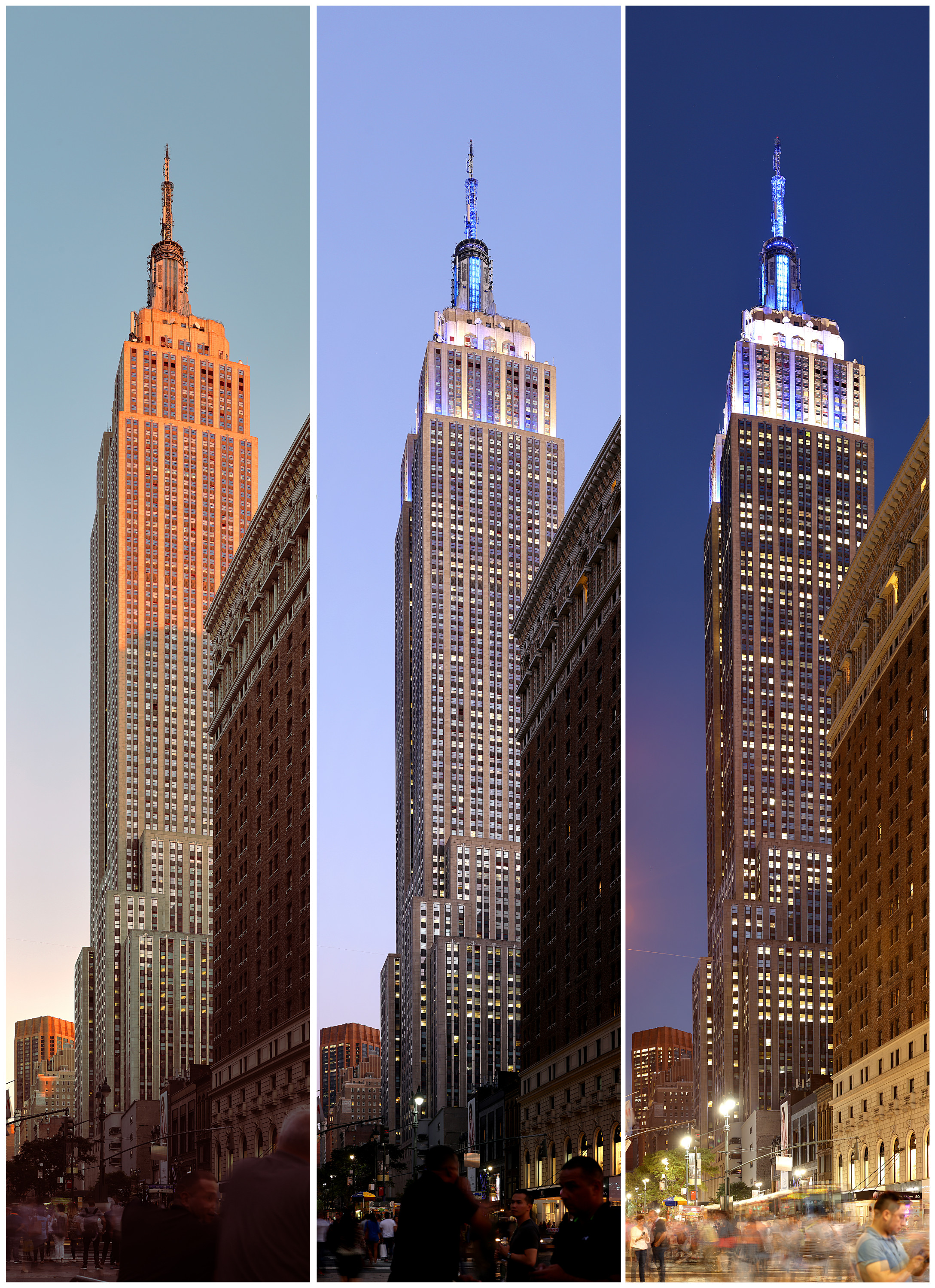
Empire State Building im wechselnden Tageslicht. Das von 1930 bis 1931 errichtete Gebäude, war nicht nur das höchste Gebäude New Yorks, sondern bis 1972 auch das höchste Gebäude der Welt.

### Renaissance des Hochhausbaus in Asien und Arabien
Eine große Zahl von Einwohnern ist oft ohne Hochhäuser kaum unterzubringen, weswegen gegenwärtig die meisten Hochhäuser in Asien gebaut werden. Beispiele für asiatische Städte, die von ihrer Hochhaus-Skyline geprägt werden, sind Singapur und Hongkong.
Von 1931 (Empire State Building) bis 2004 nahmen die Hochhausgrößen nur vergleichsweise langsam zu. Als Endpunkt dieser Entwicklung kann Taipei 101 in Taiwans Hauptstadt Taipeh gelten, aber auch die meisten anderen extrem hohen Hochhäuser, etwa die Petronas Towers in Kuala Lumpur, entstehen in Asien. Da viele asiatische Länder keine große Stahlindustrie haben, wird hier als Baustoff zunehmend hochfester Beton verwendet. Einen Größensprung stellt mit 828 Metern der Burj Khalifa in Dubai, Vereinigte Arabische Emirate, dar. Eines der größten technischen Probleme ist bei dieser Größe die Windlast, weswegen sich solche Gebäude stark nach oben verjüngen. Im Prinzip könnte man noch erheblich höher bauen, nur die Aufzugtechnik stößt hierbei an Grenzen, weil das Gewicht der Aufzugseile kaum noch beherrschbar ist. In noch höheren Gebäuden müsste man auf der Fahrt nach oben also mindestens einmal umsteigen. Die Grenze wird gegenwärtig von der Ökonomie gezogen, da ab etwa einer Höhe von 50 Stockwerken die Gesamtkosten exponentiell zunehmen. Extrem hohe Hochhäuser werden deswegen in der Regel aus Prestige-Gründen gebaut und nicht, weil es sich rechnet.

Der Burj Khalifa des Architekten Adrian Smith in Dubai ist gegenwärtig das höchste Bauwerk der Welt.
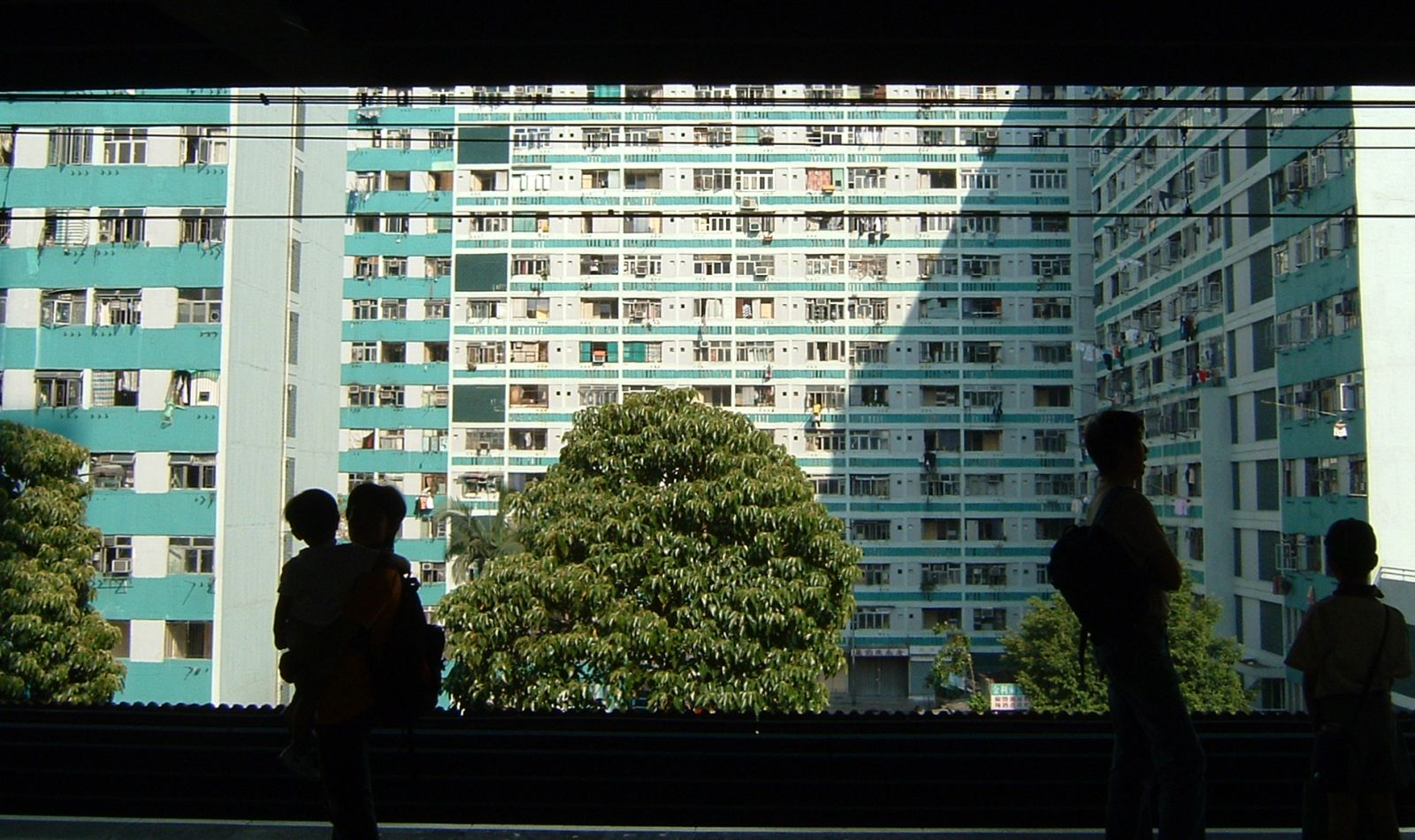
Ohne Hochhäuser wären die Bewohner in Städten wie hier in Hongkong nicht unterzubringen.

### Deutschland
Als erstes solitäres Hochhaus Deutschlands gilt meist das 1915 bis 1916 nach Plänen des Architekten Friedrich Pützer errichtete Turmhaus Bau 15 der Carl Zeiss AG in Jena. Es erreichte mit elf Geschossen eine Höhe von 43 Metern. Mit seinen rasterartig angeordneten Fenstern besitzt es eine an US-amerikanischen Vorbildern orientierte Fassade. Die ehemalige Zeiss-Produktionsstätte wird heute, nach umfassender Sanierung, für Büros, Wohnungen und Arztpraxen genutzt.
Noch um einige Jahre älter ist das zehngeschossige Fabrik-Hochhaus der Auergesellschaft (später Osram) in Berlin-Friedrichshain aus dem Jahr 1909 – heute „Narva-Turm“ genannt und nach einer Aufstockung im Jahr 2000 nun 63 m hoch. Ob dieses Gebäude Anspruch auf die Bezeichnung als erstes deutsches Hochhaus hat, hängt aber von der Nutzung der (im ursprünglichen Zustand) zurückgestaffelten obersten Geschosse ab (vgl. Abschnitt „Definition“), über die anscheinend bislang nichts bekannt ist.
Ein Großteil der frühen deutschen Hochhäuser in den 1920er Jahren entstand im Stil des Expressionismus. Als erstes, wenn auch deutlich niedrigeres, Bürohochhaus entstand das siebengeschossige Industriehaus Düsseldorf am Wehrhahn 1921 bis 1923 nach Plänen des Düsseldorfer Architekturbüros Tietmann & Haake. Ein weiteres frühes Hochhaus ist das Wilhelm-Marx-Haus, 1922 bis 1924 nach Plänen des Architekten Wilhelm Kreis ebenfalls in Düsseldorf errichtet (13 Geschosse, 57 Meter hoch). Das Hansahochhaus von Jacob Koerfer in Köln war ab 1925 mit seiner Höhe von 65 Metern bei 17 Geschossen einige Jahre lang das höchste profane Gebäude Europas. Der 1928 errichtete Tagblatt-Turm in Stuttgart mit seinen 18 Geschossen bei 61 Metern Höhe, ein neu-sachlicher Bau, entworfen von Ernst Otto Oßwald, gilt als das erste in Sichtbeton ausgeführte Hochhaus Deutschlands. Das ebenfalls 1928 fertiggestellte klinkerverkleidete Anzeiger-Hochhaus in Hannover des Architekten Fritz Höger hat eine Höhe von 50 Metern bei zwölf Etagen.
In den Jahren 1927 bis 1929 entstand in Breslau mit dem dortigen Postscheckamt nach dem Entwurf des Regierungsbaumeisters und späteren Oberpostbaurats Lothar Neumann das erste Hochhaus in Europa östlich von Berlin. Der Baukörper wurde als Stahlskelettbau mit Ziegelausfachung von der Huta Hoch- und Tiefbau errichtet. Die Gebäudefassade erhielt als Schmuck keramische Reliefs mit bildlichen Darstellungen, die der Bildhauer Felix Kupsch anfertigte. Die Motive stellen Szenen aus das Leben der Stadtbewohner, Arbeiter und Studenten in Breslau dar oder zeigen historische Postillonköpfe. Ein weiteres frühes Hochhaus ist das in Eisenbeton und als Stahl-Skelettbau errichtete Hochhaus am Albertplatz in der Dresdner Äußeren Neustadt, das nach Plänen von Hermann Paulick 1929 erbaut wurde. Das erste Hochhaus Frankens entstand im Sommer 1930 durch Franz Kleinsteuber in Würzburg (Augustinerstraße) kurz vor der Fertigstellung des Karl-Bröger-Hauses von Karl Kröck in Nürnberg im Oktober 1930.
Wiederum für die Firma Carl Zeiss entstand in den Jahren 1935 bis 1936 das „Ernst-Abbe-Hochhaus“ in Jena. Heute ist das Gebäude nach umfassender Sanierung Sitz der Jenoptik-Konzernverwaltung. Das Hochhaus mit seinen 16 Etagen und 66 m Höhe errichtete die Bauunternehmung Dyckerhoff & Widmann AG unter der Leitung von Johann Braun nach Plänen der Architekten Hans Hertlein und Georg Steinmetz. Ein Gauhaus Hamburg und eine Elbufergestaltung Hamburg, die Erich zu Putlitz 1937/38 in Form von Hochhäusern konzipiert hatte, kamen nicht zur Ausführung.

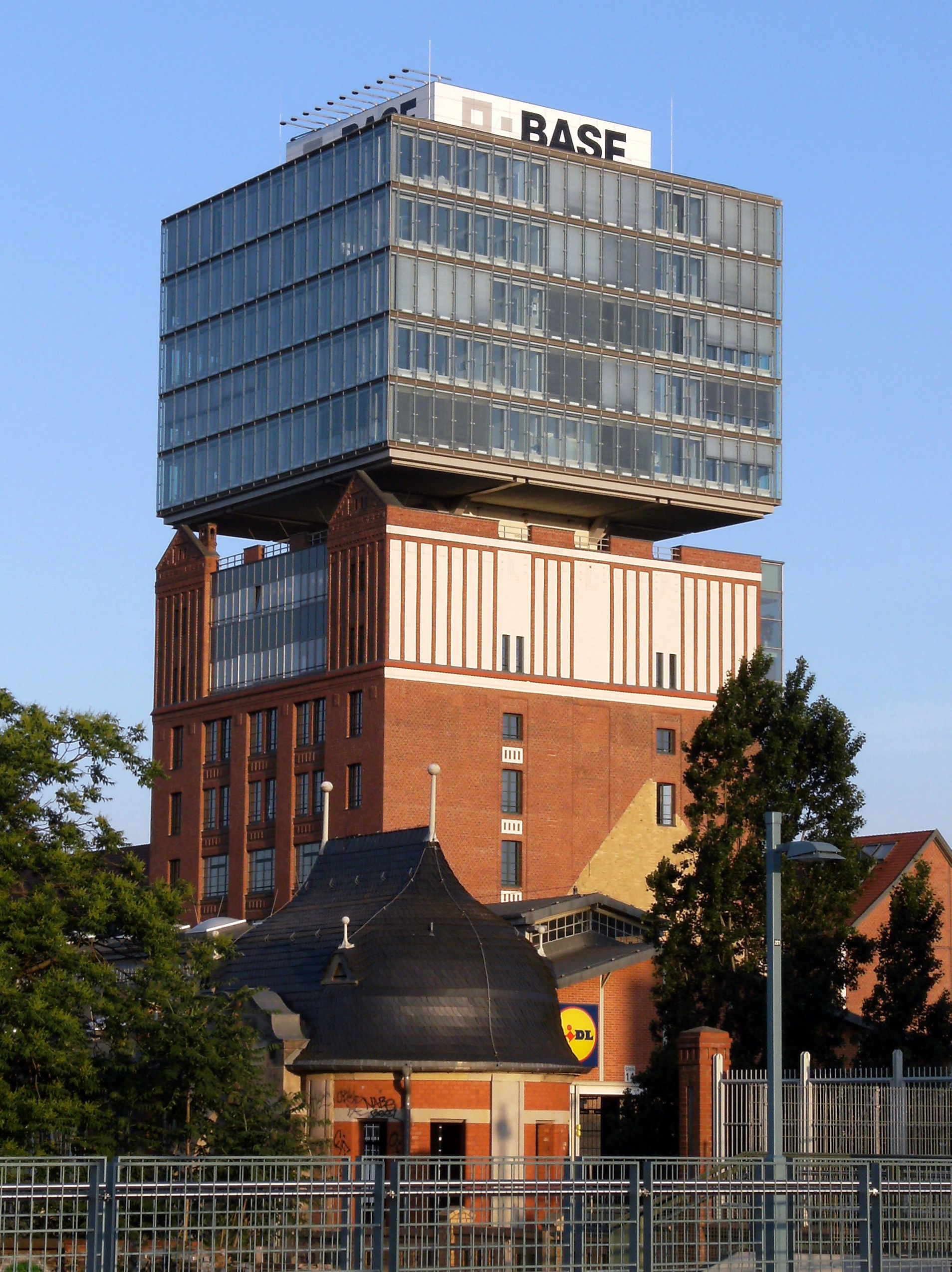
Der Narva-Turm in Berlin (1909 erbaut, nach Glasaufbau im Jahr 2000 heute 63 m hoch). Je nach Definition gilt er oder der Bau 15 in Jena als erstes deutsches Hochhaus.
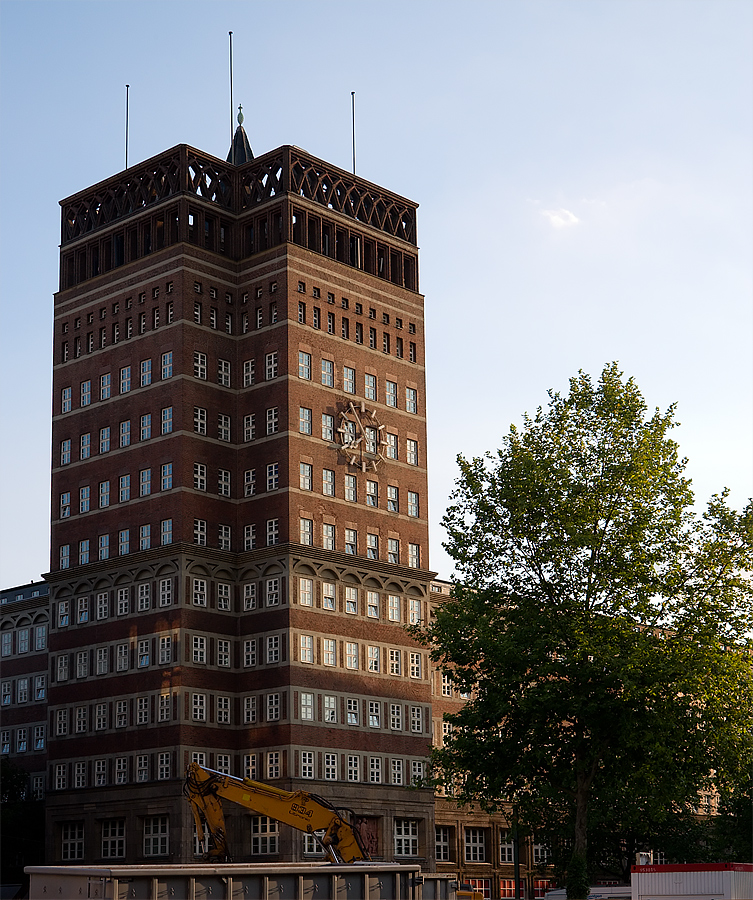
Das expressionistische Wilhelm-Marx-Haus in Düsseldorf (1924 erbaut)
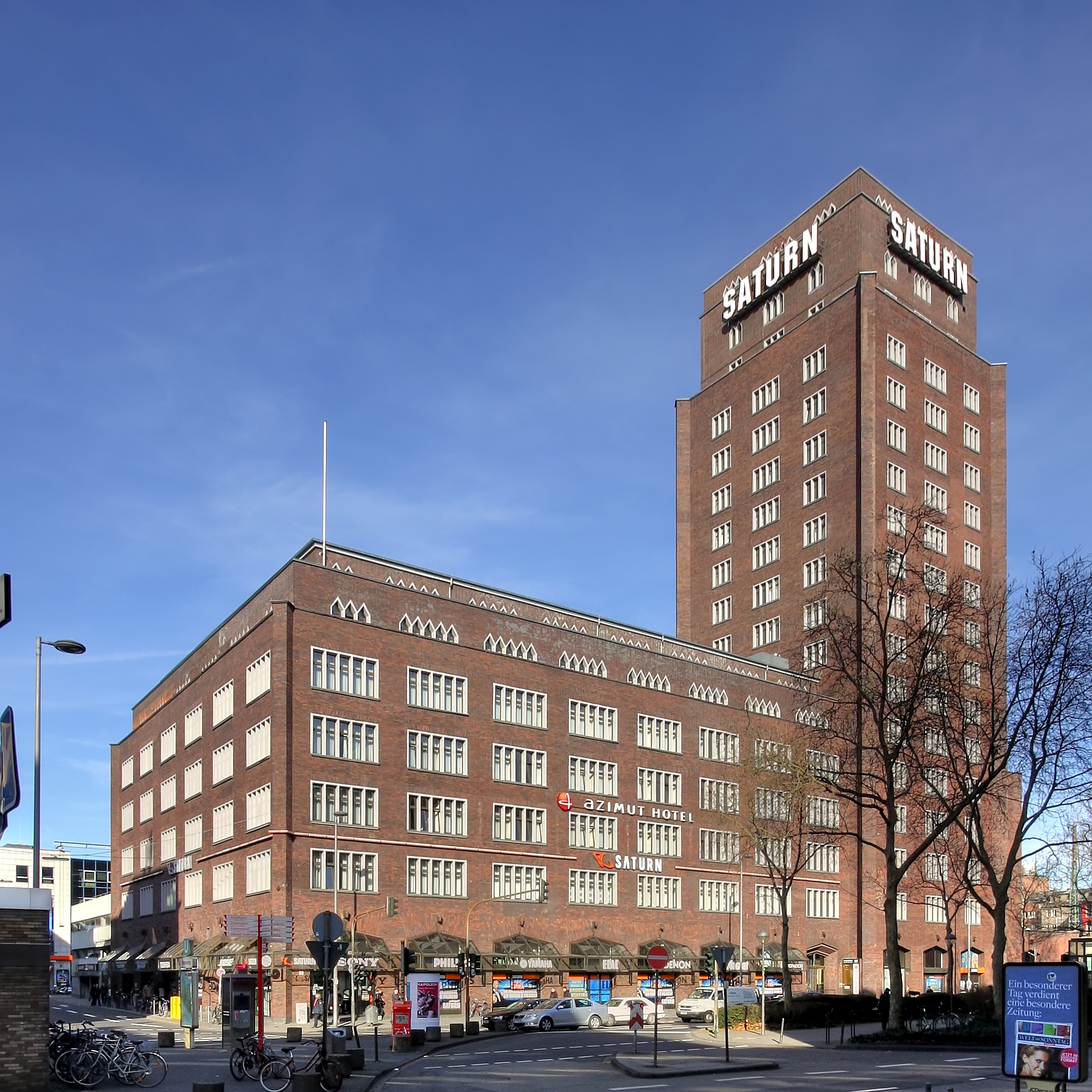
Hansahochhaus in Köln (erbaut 1924–1925)
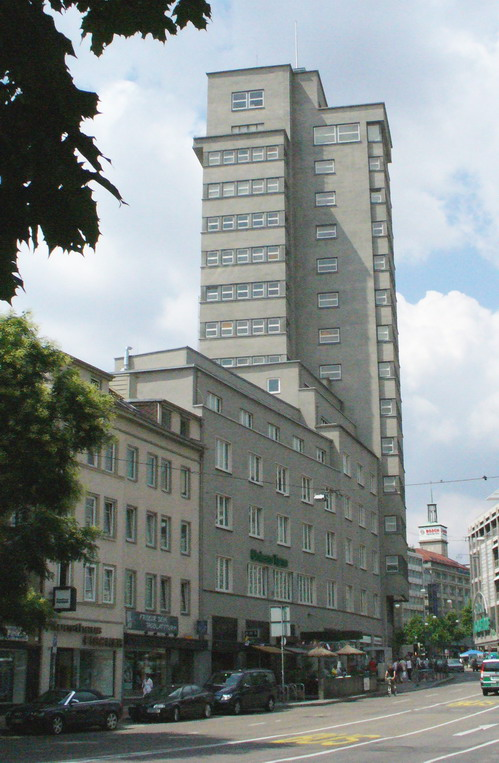
Tagblattturm in Stuttgart, erbaut 1926/28, Zustand 2006
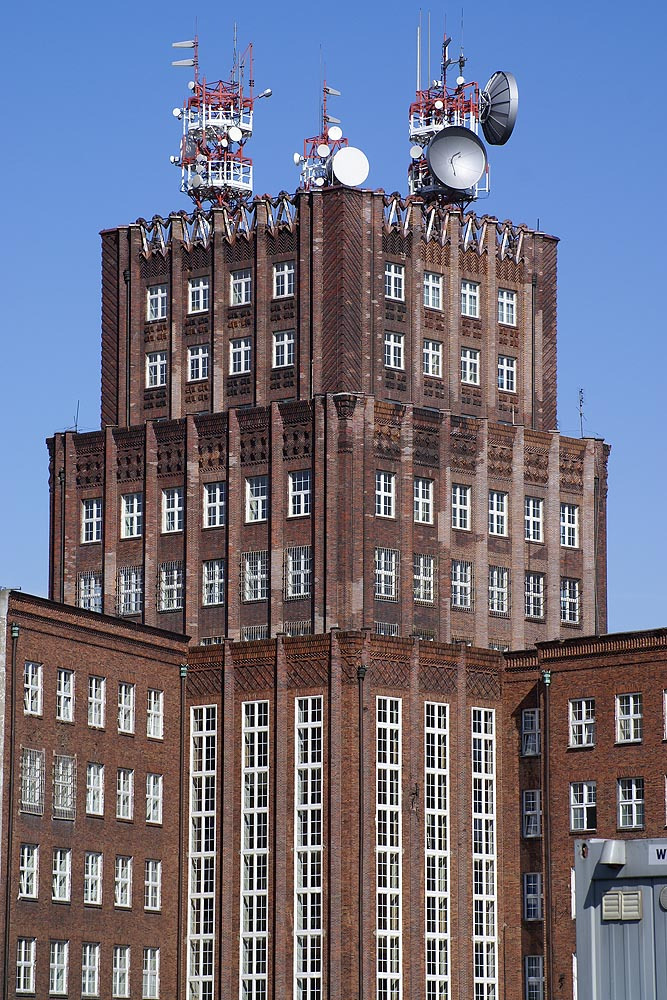
Das Postscheckamt Breslau (Entwurf von Lothar Neumann, erbaut 1927–1929) war das erste Hochhaus in Europa östlich von Berlin.
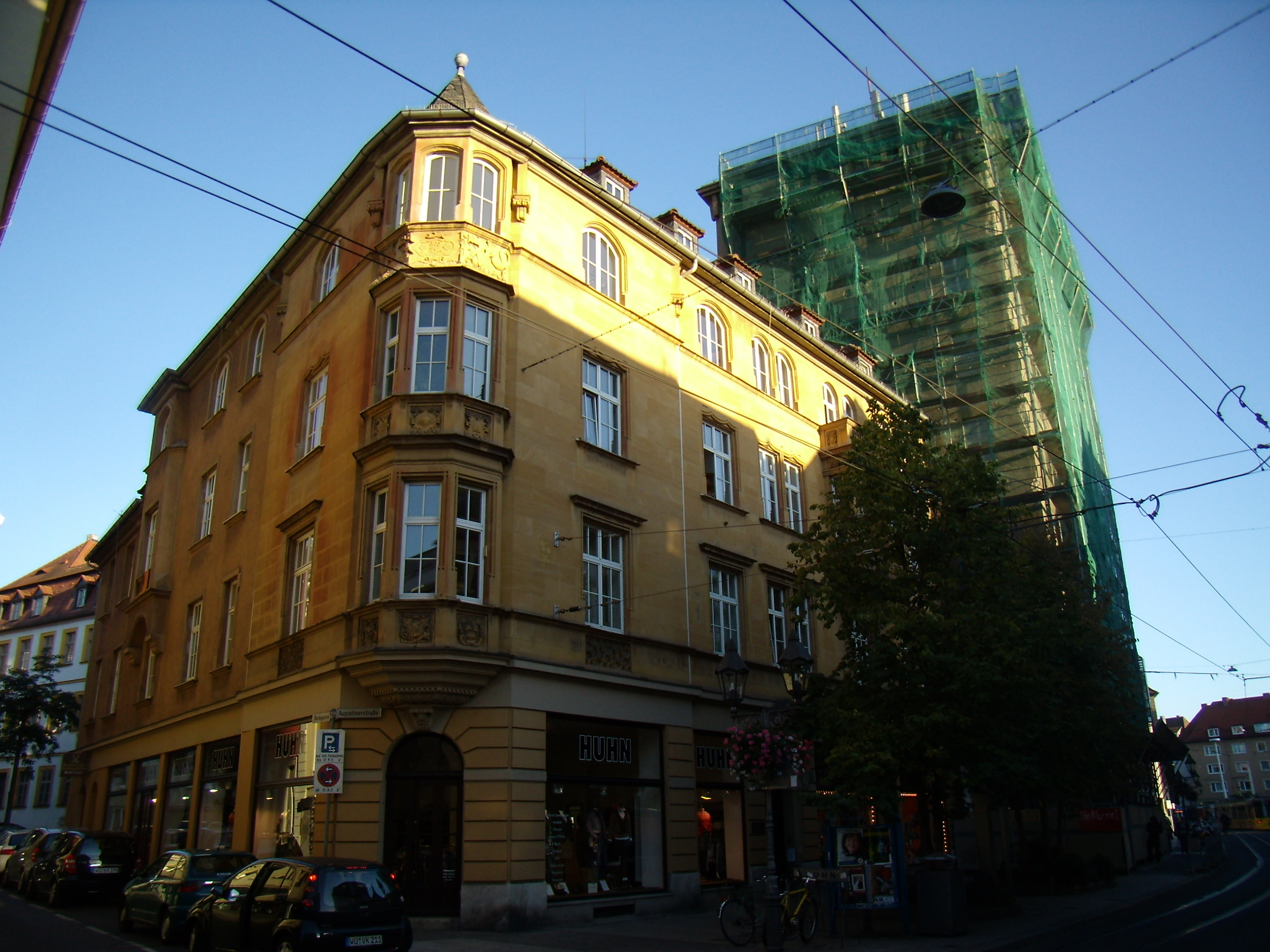
Würzburg – Hochhaus (1930) in der Augustinerstraße (eingerüstet).
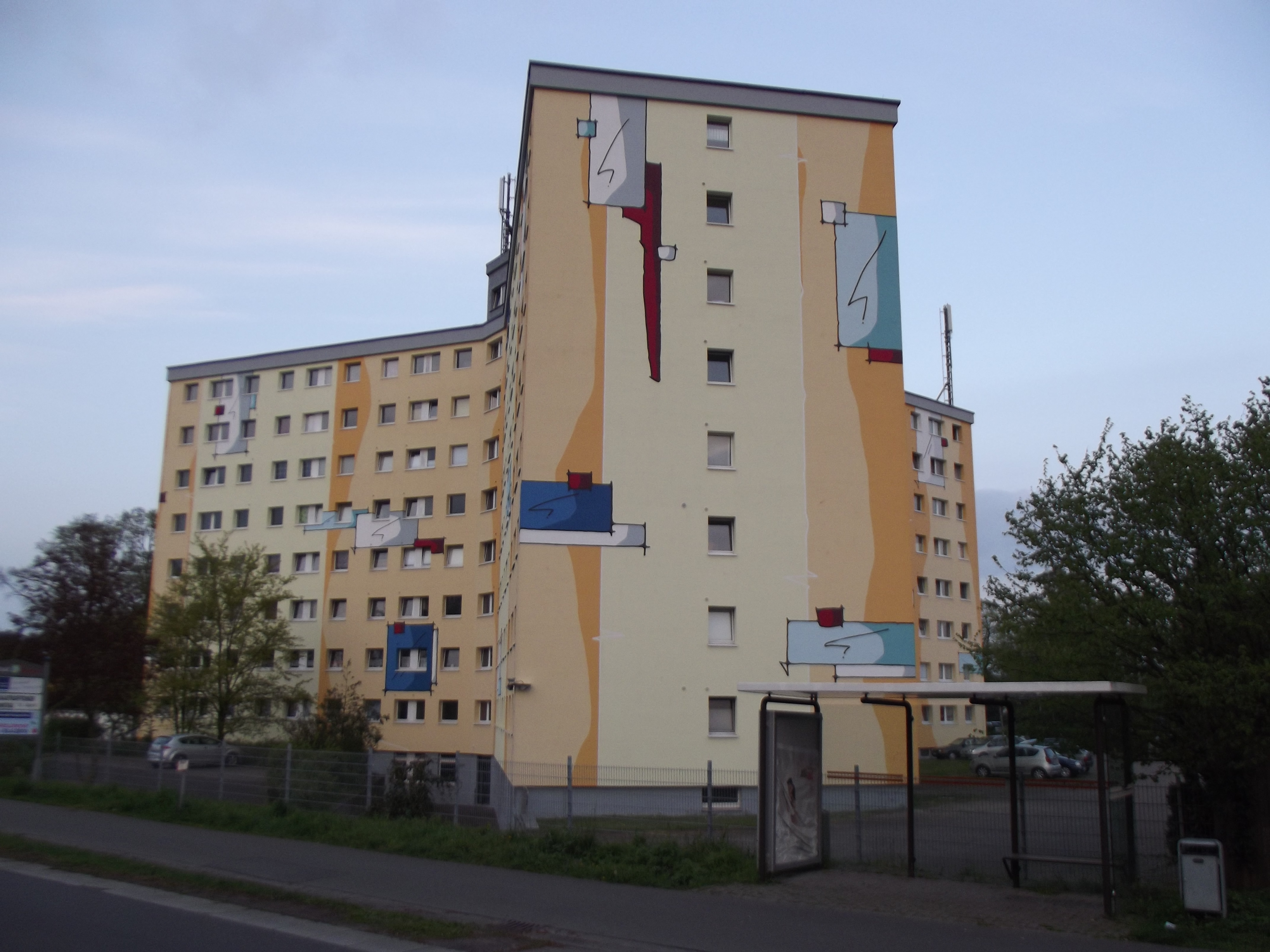
Ypsilon-Haus – Wohnblock in Steinfurt, Nordrhein-Westfalen

### Österreich
Als erstes Hochhaus gilt das 1931/32 von der Baufirma Rella & Neffe AG nach Plänen des Büros Theiss & Jaksch errichtete Hochhaus Herrengasse, ein Wohn- und Geschäftshaus zwischen Herrengasse und Wallnerstraße im 1. Wiener Gemeindebezirk. Der größere Anteil des Komplexes, der nördlich am Loos-Haus am Michaelerplatz anschließt und an dessen Traufhöhe orientiert ist, ist 7 bis 9 Stockwerke hoch und wurde in Ziegel- bzw. Stahlbeton-Skelettbauweise mit Ziegelfüllung errichtet; der Hochhausteil, an der Ecke Herren- und Fahnengasse (unmittelbar an der heutigen U-Bahn-Station Herrengasse der U3), ist 52,5 m hoch (Erdgeschoss plus 15 Stockwerke) und wurde als Stahlskelett erbaut. Die obersten beiden Stockwerke stellen lediglich einen Stahl- und Glasaufbau dar, der ursprünglich als Tanzcafé genutzt wurde.
Als erstes Hochhaus nach dem Zweiten Weltkrieg wurde von 1954 bis 1957 das Matzleinsdorfer Hochhaus als Wohnhaus in einer Gemeindebauanlage im 5. Wiener Gemeindebezirk errichtet. Von 1953 bis 1955 wurde am Wiener Schottenring der Ringturm, ein Bürogebäude der Wiener Städtischen Versicherung (heute Vienna Insurance Group), erbaut.
Nach ersten Planungen aus 1956, und einer Bauzeit von 1962 bis 1967, wurde in Wels das Maria-Theresia-Hochhaus (78,8 m hoch, 24 Geschosse zum Wohnen, 2 für Geschäfte, 2 Keller) an der gleichnamigen Straße errichtet, für kurze Zeit das höchste in Österreich. Zuvor war das Elisabeth-Hochhaus in der Hugo-Wolf-Gasse in Graz mit 24 Wohnebenen und 75 m Höhe für kurze Zeit das höchste.

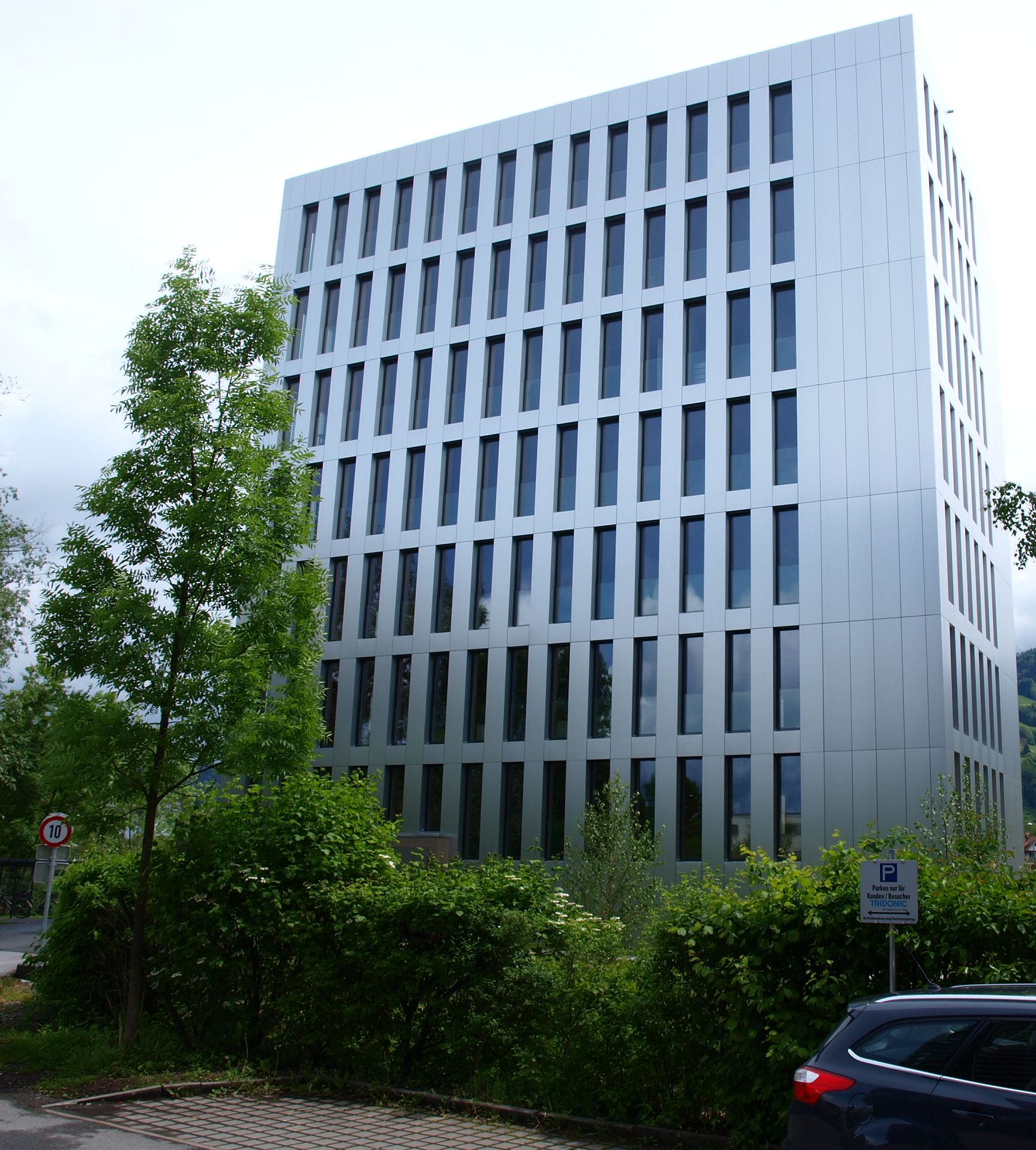
Der LifeCycle Tower One in Vorarlberg – Stahlbetonkern und viel Holz hinter der Fassade

### Holz-Hochhaus
Im November 2012 wurde in Dornbirn der 8-stöckige 27 Meter hohe LifeCycle Tower One (LCT ONE) gemäß Passivhausstandard errichtet. Es ist das weltweit erste Holz-Hybrid-Haus in Systembauweise. Der Gebäudekern ist in Stahlbeton errichtet, rundum folgen Glulam-Holzsteher überwiegend in Fassadenelementen und 8 m überspannende Deckenelemente aus Stahlbeton-Holzverbund. Außenwandfelder bestehen aus OSB-Platten, die Fassadenfront selbst zeigt kein Holz. Laut Projektbetreiber eignet sich das modulare Bausystem für Gebäude mit bis zu 30 Stockwerken und 100 Meter Höhe.
Das mit 60 Meter höchste Holz-Hochhaus der Schweiz wurde in Rotkreuz erbaut und soll im September 2019 eröffnet werden.

## Anzahl an Hochhäusern in ausgewählten Städten
| Stadt         | Land                         | Hochhäuser über 200 m | Hochhäuser über 300 m | Hochhäuser über 400 m | Hochhäuser über 500 m |
| ------------- | ---------------------------- | --------------------- | --------------------- | --------------------- | --------------------- |
| Dubai         | Vereinigte Arabische Emirate | 73                    | 19                    | 2                     | 1                     |
| Hongkong      | Volksrepublik China          | 68                    | 6                     | 2                     | 0                     |
| New York City | Vereinigte Staaten           | 67                    | 7                     | 2                     | 1                     |
| Moskau        | Russland                     | 13                    | 4                     | 1                     | 1                     |
| Warschau      | Polen                        | 5                     | 1                     | 0                     | 0                     |

*Inklusive Türme.
| Stadt             | Land        | Hochhäuser über 70 m | Hochhäuser über 100 m | Hochhäuser über 150 m | Hochhäuser über 200 m |
| ----------------- | ----------- | -------------------- | --------------------- | --------------------- | --------------------- |
| Frankfurt am Main | Deutschland | 77                   | 44                    | 20                    | 6                     |
| Wien              | Österreich  | 69                   | 31                    | 6                     | 2                     |
| Berlin            | Deutschland | 54                   | 18                    | 3                     | 0                     |
| Köln              | Deutschland | 27                   | 10                    | 0                     | 0                     |
| Hamburg           | Deutschland | 27                   | 4                     | 0                     | 0                     |
| Zürich            | Schweiz     | 23                   | 2                     | 0                     | 0                     |
| München           | Deutschland | 21                   | 6                     | 0                     | 0                     |
| Düsseldorf        | Deutschland | 18                   | 5                     | 0                     | 0                     |
| Basel             | Schweiz     | 16                   | 4                     | 3                     | 2                     |

*inklusive im Bau befindliche Hochhäuser

## Kritik

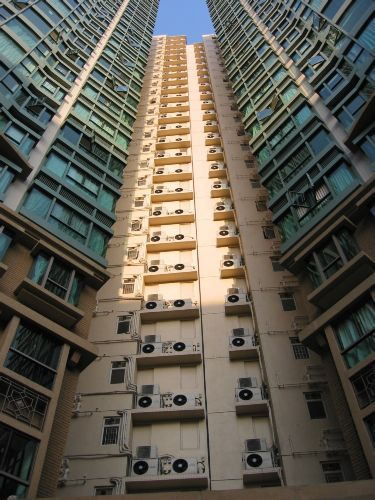
Viele Klimaanlagen bei einem Hochhaus in Hongkong

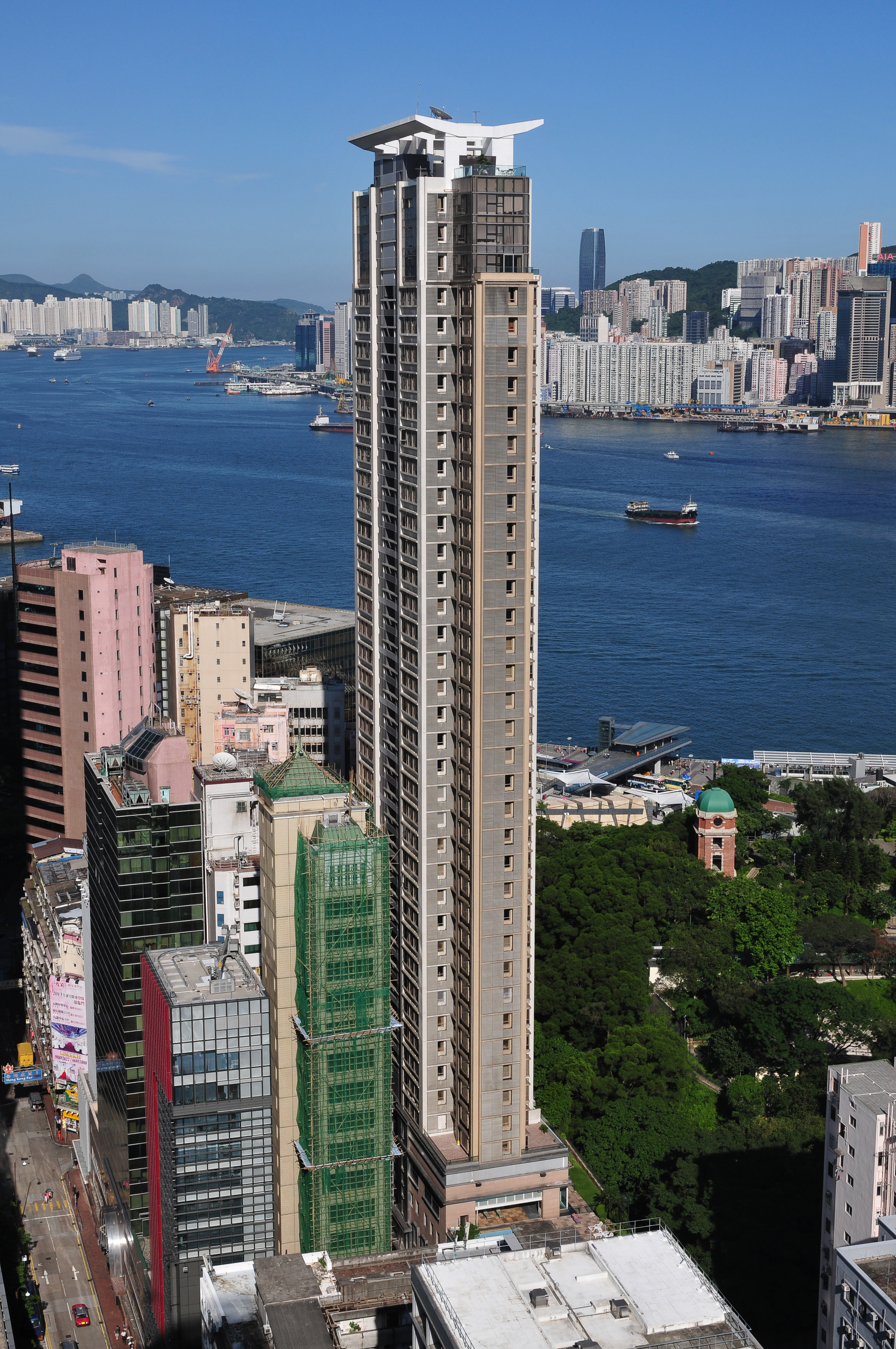
Punkthochhaus in Hongkong

Bis zu einer gewissen Höhe können Hochhäuser ökonomisch sein, etwa weil sie viel nutzbaren Raum im Verhältnis zur Grundfläche bieten. Ab einer bestimmten Höhe wird jedoch der Aufwand zur Errichtung der Gebäude unwirtschaftlich, weil die Kosten für Statik, Logistik, Energieversorgung usw. überproportional steigen. Experten wie Gerhard Matzig (der sich u. a. auf Albert Speer beruft) sehen die wirtschaftliche Grenze von Wolkenkratzern bei etwa 300 m. Was darüber hinausgeht, sei gemäß dem heutigen Stand der Technik irrational und diene nur dem Übertrumpfen anderer.
Der Vorteil der Gewinnung von zusätzlicher Nutzfläche wird bei Hochhäusern mit einer Reihe von Nachteilen erkauft:
- Verschattung der Umgebung

Durch ihre Höhe werfen Hochhäuser einen größeren Schatten als andere Gebäude auf ihre Umgebung. Dies führt in der Regel zu einer niedrigeren Aufenthaltsqualität in der Umgebung und den verschatteten Gebäuden.
- Fallwinde und Windhindernis

Hochhäuser stellen ein Windhindernis dar. Die dadurch verursachte Abbremsung der Luftbewegung wirkt weit in die Umgebung des Hochhauses; bei zahlreichen und über die Stadt verteilten Hochhäusern führt der geminderte Luftaustausch zu höheren Schadstoffimmissionen. Auch die Aufheizung des versiegelten Stadtgebiets wird dann weniger durch den Luftaustausch mit der Umgebung gemildert. Nachdem die Windgeschwindigkeit grundsätzlich mit Höhe zunimmt, verursacht die Umlenkung des Windes durch die großflächigen Fassaden mitunter Fallwinde in unmittelbarer Nähe eines Hochhauses. Bei besonders hohen Gebäuden können die Fallwinde eine Stärke erreichen, die einen Aufenthalt in der Umgebung nahezu unmöglich macht.
- Unterbrechung von Sichtachsen

Hochhäuser können durch ihre Wirkung gewachsene Sichtachsen historischer Städte und Orte empfindlich stören. Ebenso werden harmonische Linien und Traufhöhen von Straßenzügen unterbrochen. Hochhäuser können optisch ganze Stadtteile voneinander trennen.
- Energieverbrauch

Eine große verglaste Fassade von Hochhäusern erhöht die Wärmeaufnahme im Sommer, besonders wenn das Hochhaus frei steht und damit auch in den Morgen- und Abendstunden viel Sonne „einfängt“. Dies und der mechanische Luftaustausch führen oft zu einem hohen Verbrauch von Energie für Klimaanlagen im Vergleich zu anderen Gebäudetypen. Seit einiger Zeit versuchen Hochhausplaner jedoch, durch bauliche und klimatechnische Maßnahmen die Energiebilanz der Gebäude zu verbessern.
- Mangelnde Beziehung zum öffentlichen Raum

Die Anteilnahme von Bewohnern und Nutzern am Geschehen im öffentlichen Raum vor dem Haus lässt oberhalb der fünften Etage erheblich nach. Zudem werden die Verkehrsflächen durch die Zusammenballung im Nutzer-Rhythmus des Gebäudes stark belastet durch überdimensionale Garagenzufahrten, Anlieferung und temporäre Fußgängerströme. Die erforderlichen Abstandsflächen produzieren halböffentliche Räume.
- Eingeschränkte Nutzung

Das Öffnen von Fenstern ist entweder von vornherein ausgeschlossen oder ab einer gewissen Höhe kritisch. Die Planung von Balkonen und Loggien von Wohnhochhäusern wird in den höheren Lagen problematisch. Mit zunehmender Höhe werden Notfalleinsätze für die Bewohner und Nutzer heikel.
- Fraglicher Flächengewinn

Auch mit begrenzter Bauhöhe knapp unter der Hochhausgrenze lässt sich eine hohe bauliche Dichte erreichen, die dann bei in Europa üblichen Abständen zwischen den Hochhäusern nicht mehr wesentlich größer wird. Dies gilt besonders bei Verzicht auf natürliche Belichtung, wobei viele Arbeitsplätze in Hochhäusern mit großer Gebäudetiefe ebenfalls auf künstliche Belichtung angewiesen sind. Eine hohe bauliche Dichte in einem Hochhausviertel erfordert außerdem den Wegfall einer autogerechten Erschließung und den Verzicht auf sonst geforderte Abstandsflächen zwischen Gebäuden, was bei niedrigeren Gebäuden ebenfalls möglich wäre. Schließlich wird die nutzbare Fläche von Hochhäusern durch Technik-Etagen, Fahrstühle, tragende Pfeiler usw. gemindert.

## Listen von Hochhäusern
- Liste der höchsten Gebäude der Welt – die 200 höchsten der Welt
- Liste der höchsten Bauwerke ihrer Zeit
- Europa: Liste der höchsten Bauwerke in Europa/Liste der Hochhäuser in Europa, mit einem Abschnitt Index über die Gebäude nach Staat und Stadt
  - Liste der Hochhäuser in Deutschland
  - Liste der Hochhäuser in Österreich
  - Liste der höchsten Bauwerke in der Schweiz
  - Liste der Hochhäuser in Italien
  - Liste der Hochhäuser in Ungarn
- Afrika: Liste von Hochhäusern in Afrika
- Amerika:
  - Liste der höchsten Gebäude in Nord- und Zentralamerika, mit einem Abschnitt Index über die Gebäude nach Stadt
    - Liste der höchsten Gebäude in den Vereinigten Staaten

  - Liste der höchsten Gebäude in Südamerika
- Asien: Liste der höchsten Gebäude in Asien, mit einem Abschnitt Index über die Gebäude nach Region
  - Liste der höchsten Gebäude im Nahen Osten
  - Liste der höchsten Gebäude in der Volksrepublik China
- Ozeanien: Liste der Hochhäuser in Australien und Ozeanien

## Film
- Big, Bigger, Biggest. Der Burj Dubai Wolkenkratzer. (OT: Skyscraper.) Dokumentarfilm, USA, 2011, 50 Min., Buch und Regie: Robert Hartel, Produktion: Windfall Films, National Geographic Channel, Reihe: Big, Bigger, Biggest, Erstsendung: 10. April 2008 bei National Geographic Channel[19] – Der Burj Khalifa ist der bisherige Höhepunkt in der Hochhauskonstruktion, deren Entwicklungsschritte in sieben Stufen anhand der entsprechenden Pioniergebäude in Computeranimationen und Dokumentaraufnahmen nachgezeichnet werden.